# Жалиньи-сюр-Бебр (кантон)
Жалиньи́-сюр-Бебр (фр. Jaligny-sur-Besbre) — кантон во Франции, находится в регионе Овернь, департамент Алье. Входит в состав округа Виши.
Код INSEE кантона — 0314. Всего в кантон Жалиньи-сюр-Бебр входит 12 коммун, из них главной коммуной является Жалиньи-сюр-Бебр.

## Коммуны кантона
| Коммуна          | Население, чел. (1999) | Почтовый индекс | Код INSEE |
| ---------------- | ---------------------- | --------------- | --------- |
| Бер              | 273                    | 03130           | 03024     |
| Варен-сюр-Теш    | 254                    | 03220           | 03299     |
| Жалиньи-сюр-Бебр | 694                    | 03220           | 03132     |
| Льерноль         | 282                    | 03130           | 03144     |
| Сендре           | 313                    | 03220           | 03079     |
| Сен-Леон         | 652                    | 03220           | 03240     |
| Сорбье           | 307                    | 03220           | 03274     |
| Трето            | 514                    | 03220           | 03289     |
| Трезель          | 395                    | 03220           | 03291     |
| Тьон             | 306                    | 03220           | 03284     |
| Шаврош           | 248                    | 03220           | 03071     |
| Шательперрон     | 137                    | 03220           | 03067     |

## Население
Население кантона на 2006 год составляло 4 292 человека.
| 1962  | 1968  | 1975  | 1982  | 1990  | 1999  | 2006  | 2007 | 2008 |
| ----- | ----- | ----- | ----- | ----- | ----- | ----- | ---- | ---- |
| 6 224 | 6 664 | 5 914 | 5 310 | 4 736 | 4 375 | 4 292 | —    | —    |